# Лучанський деканат
Лучанський деканат — колишній адміністративний округ у складі Перемишльської єпархї УГКЦ з центром в с. Лука. Очолювалась Деканом.

## Історичні відомості
Створена деканат під владою Польщі у 1924 році з центром в с. Лука.
Деканат ліквідовано у 1946 році через заборону УГКЦ та «возз'єднання» з РПЦ на Львівському псевдособорі.

## Парафії
Історично греко-католицький Лучанський деканат включав парафії:
- Велика Білина — Церква Стрітення Господнього (дер.), збудована 1836, церква Святого Василя Великого (дер.), збудована 1793, відновлена 1904;

дочірня парафія: Мала Білина — Церква Пресвятої Трійці (дер.), збудована у XVII. ст., відновлена 1932.
Парох: Погорецький Сас Петро (нар.10 липня 1865-пом.18 квітня 1939), рукопокладений 1889, править у парафії з 1895).
- Биків — Церква Успіння Пресвятої Богородиці (дер.), збудована 1926;

дочірня парафія: Ортиничі — Церква Введення в Храм Преподобної Богородиці (дер.), збудована 1925;
дочірня парафія: Глинне — Церква-каплиця Непорочного Зачаття Преподобної Богородиці (дер.), збудована 1876
Парох: Буґера Іван (нар.6 жовтня 1898- пом.28 травня 1967), рукопокладений 1925, править у парафії з 1895).
- Волоща — Собору Святого Івана Хрестителя (дер.), збудовано 1897, богословська каплиця на цвинтарі (дер.);

дочірня парафія: Майнич — Церква Покрови Пресвятої Богородиці (дер.), збудована 1882; присілок Зади — Церква Св. Пророка Іллі.
Парох: Фок Ізидор (нар. 1897, рукопокладений 1924, править у парафії з 1930).
- Гординя — Церква святого Великомучиника Димитрія (дер.), збудована 1810;

дочірня парафія: Кружики — Церква Покрови Пресвятої Богородиці (дер.), збудована 1891;
дочірня парафія: Гординя шляхоцька;
дочірня парафія: Сокирчиці.
Парох: Гошка Юрій (нар.1886, рукопокладений 1912, править у парафії з 1922).
- Городище — Церква Зіслання Святого Духа (дер.), збудована 1897;

дочірня парафія: Сіде — Церква Різдва Пресвятої Богородиці (дер.), збудована 1815.
Парох: Турянський Михайло (нар.1854).
- Дорожів — Церква Святого Юрія (дер.), збудована 1855, відновлена 1923;

дочірні парафії: Середній Дорожів (мешкає парох) — Церква Святого Івана Хрестителя (дер.), збудована 1895, відновлена 1922;
дочірні парафії: Горішній Дорожів — Церква Вознесіння Господнього (дер.), збудована 1887; капличка Преображення Господнього (дер.), збудована 1877.
Парох: Подляшецький Петро, (нар.1868, рукопокладений 1895, править у парафії з 1924).
- Дубляни — Церква Богоявлення Господнього (дер.), збудована 1860, відновлена 1907[7].

Парох: Полянський Микола (нар.1873, рукопокладений 1897, править у парафії з 1926).
- Корналовичі — Церква Воскресіння Господнього (дер.), збудована 1824.

Сотрудник Чума Мирон (нар.1892, рукопокладений 1929).
- Лука — Церква Святого Миколи (дер.), збудована 1866[8]; присілок Фороща — Церква святих апостолів Петра і Павла.

Парох: Адріянович Евген (нар.1882, рукопокладений 1908, править у парафії з 1929).
- Мокряни — Церква Святого Архистратига Михайла (дер.), збудована 1746, відновлена 1899;

дочірні парафії: Винники — Церква Святих Безсрібників Косми і Дам'яна (дер.), збудована 1820.
Парох: Волошин Микола Константин (нар.1884, рукопокладений 1911, править у парафії з 1920).
- Озимина — Церква Святого Миколи (дер.), збудована 1862, відновлена 1892[9].

Сотрудник доїздить з. Дублян.
- Пруси — Церква Воздвиження Чесного Хреста Господнього (дер.), збудована 1886[10];

дочірні парафії: Новошичі  3— Церква Покрови Пресвятої Богородиці(дер.), збудована 1820.
Парох: Ґарбовський Микола (нар.1874, рукопокладений 1902, правив з 1930 до 1937), Іван Ільницький (нар.1873-пом.1945), правив з 1937 до 1945).
- Селець — Церква Собору Пресвятої Богородиці (дер.), збудована 1700[11].

Парох: Юзьвяк Стефан (нар.1903, рукопокладений 1926, править у парафії з 1930).
- Ступниця — Церква Святого Юрія (дер.), збудована 1894, Церква Покрова Пресвятої Богородиці (дер.), збудована 1895.

Парох: Сприс Еразм Олександер (нар.1886, рукопокладений 1912, править у парафії з 1925).
- Татари — Церква Різдва Пресвятої Богородиці (дер.), збудована 1894.

Парох: Бардахівський Андрій, (нар. 1893 — пом. 27 лютого 1945, рукопокладений 1920, править у парафії з 1929).

### Декани і місто-декани
- Декан: Бардахівський Андрій в Татарах.
- Місто-декан: Волошин Микола в Мокрянах.

## Кількість парафіян
Станом на 1936 рік у деканаті було 23 494 парафіян.